# SIGGRAPH

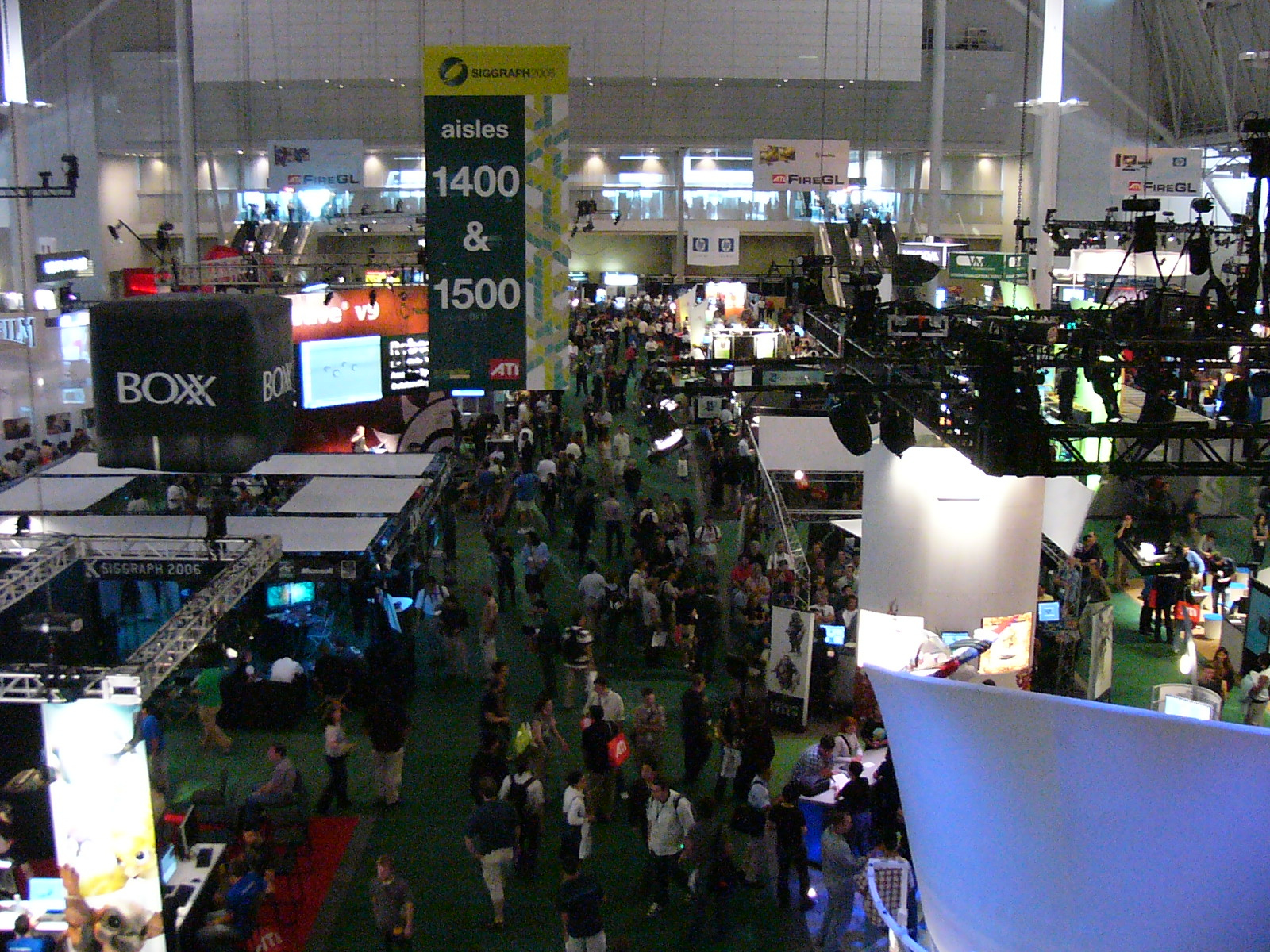
SIGGRAPH2006. 전람회장(floor) 풍경

SIGGRAPH(Special Interest Group on GRAPHics and Interactive Techniques)는 계산기 학회(Association for Computing Machinery, ACM)의 컴퓨터 그래픽스 분과의 약칭이자, 해마다 SIGGRAPH 주관하에 열리는 협의회(Conference)의 이름이기도 하다. 첫 SIGGRAPH 협의회는 1974년에 개최되었다.

## 개요
SIGGRAPH에서는 매년 수십여개의 논문이 발표되고 있으며, 2008년 논문 수락 비율은 20% 수준이다. 2002년 이전 논문들은 SIGGRAPH Conference Proceedings에 수록되어있으며, 이후 논문들은 ACM Transactions on Graphics에 수록되고 있다.

## 일반적인 협의회 진행 절차
콘퍼런스의 하일라이트는 애니메이션 씨어터(Animatino theater)와 일렉트로닉 씨어터(Electroni Theater) 프레젠테이션이다. 최신의 (연구 성과·개인 출품) CG 필름들이 경연한다. 또한 보통 넓은 전시장도 갖추어지는데, 이 곳에서는 수백여개의 업체가 나와 전시를 한다든지 사람을 채용한다든지 한다. 그중 대부분의 업체들이 공학, 그래픽, 영화, 비디오 게임 업계의 업체이다. 또한, 컴퓨터 그래픽스나 인터랙티비티 전공을 갖춘 학교도 부스를 낸다.

## 연도별 SIGGRAPH 콘퍼런스
| 년도 | 장소            | 고리                                                 | 비고 |
| ---- | --------------- | ---------------------------------------------------- | --- |
| 2000 | 미국 뉴올리언스 | 웹사이트, 논문                                       | |
| 2001 | 로스앤젤레스    | 웹사이트, 논문                                       | 2001년 SIGGRAPH "최고의" 애니메이션들은 인터넷 아카이브에서 볼 수 있다.                                                         |
| 2002 | 샌안토니오      | 웹사이트, 논문                                       | |
| 2003 | 샌디에이고      | 웹사이트, 논문                                       | |
| 2004 | 로스앤젤레스    | 웹사이트, 논문, 블로그                               | |
| 2005 | 로스앤젤레스    | 웹사이트 보관됨 2012-07-16 - 웨이백 머신, 논문, wiki | SIGGRAPH 2005는 7월 31일부터 8월 4일까지 로스앤젤레스 컨벤션 센터에서 열렸었다. 2만 5천 여명의 참관객이 참관한 것으로 추정된다. |
| 2006 | 보스턴          | 웹사이트, 논문                                       | SIGGRAPH 2006는 7월 30일부터 8월 3일까지 열렸다.                                                                                |
| 2007 | 샌디에이고      | 웹사이트, 논문                                       | SIGGRAPH 2007는 8월 5일부터 9일까지 열렸다.                                                                                     |
| 2008 | 로스앤젤레스    |                                                      | SIGGRAPH 2008는 2008년 8월 경 로스앤젤레스 컨벤션 센터에서 열릴 예정이다.                                                       |
| 2009 | 뉴올리언스      |                                                      | SIGGRAPH 2009는 미국 루이지애나 뉴올리언스에서 열릴 예정이다.                                                                   |

## 이벤트 내용

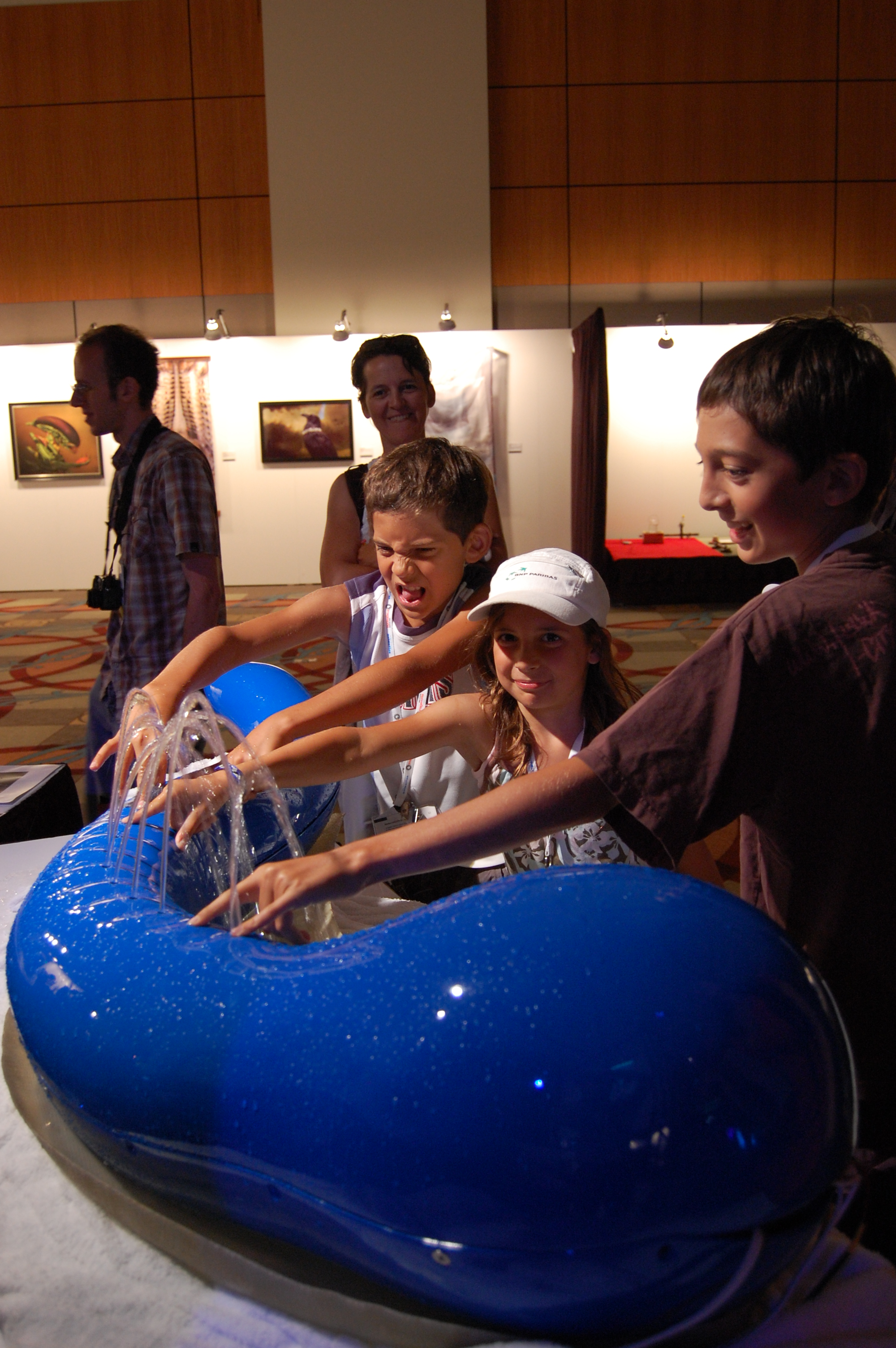
2007년 SIGGRAPH에서 선보인 하이드롤로폰

- Animation Theater, Electronic Theater 의 입선 작품의 상연.
- CG 관련의 논문의 발표.
- 최신CG 영상의 메이킹 해설.
- CG 교육기관에 의한 학생 작품의 전시.
- CG 관련 제품의 전시.
- 디지털 기기가 들어간 옷의 패션 쇼.
- SIGGRAPH 이벤트 개시전에는, 매년 연구를 거듭해 관객 전원이 참가 가능한 게임을 하고 있다.

## 같이 보기
- 계산기 학회(Association for Computing Machinery, ACM)
- ACM AFRIGRAPH
- ACM Transactions on Graphics
- 컴퓨터 그래픽스